# 싱가포르 사립 경영대학
싱가포르 사립 경영대학 (약칭: SIM; 간체자: 新加坡管理学院; 정체자: 新加坡管理學院)은 싱가포르의 사립 고등 교육 및 전문 교육 기관이다. 1964년 싱가포르 경제개발청(EDB)에 의해 설립되었으며, 싱가포르 사립교육위원회(CPE)에 등록되어 있다. SIM은 국제 중등 교육 일반 인증서(IGCSE), 졸업장, 학부(원격교육) 및 대학원 프로그램과 중역을 위한 교육 과정 코스를 제공하고 있다.
SIM 그룹은 SIM 국제 학교, SIM 글로벌 에듀케이션 및 SIM 전문 교육의 3가지 교육 브랜드를 통해 핵심 서비스를 제공하고 있다. 2005년부터 2017년까지 SIM 그룹은 SIM University (UniSIM)를 설립하고 관리하였다.

## SIM 글로벌 에듀케이션 (SIM Global Education)
SIM 글로벌 에듀케이션 (SIM Global Education, SIM GE)은 싱가포르의 사립 교육기관이다. 호주, 유럽, 영국 그리고 미국의 대학 교육기관들의 준학사, 학사, 석사 학위 프로그램을 제공하고 있다. 40여 개국에서 온 17,000여명의 학생들이 재학 중이며, 풀타임과 파트타임 이중 풀타임 외국 학생이 23%에 달한다.

### 산학 협력
2018년에는 싱가포르의 정부 기관 중 하나인 SGTech의 기술 부문의 회원사에서 인턴십과 취업 기회를 제공하는 양해각서(MOU)를 체결하였다. SGTech는 SIM GE의 학생들을 멘토링하기 위해 업계의 전문가들을 참여시키기도 하였다.

### 졸업생 취업
2016년 SIM International Academy가 발표한 자료에 따르면, 82.7퍼센트의 졸업생들이 졸업 이후 6개월 안에 취업에 성공하였다고 한다. 전체 졸업생 중 18.8%가 프리랜서, 파트 타임 또는 계약직과 같은 유연한 형태의 일을 하고 있었다고 한다. 2015년과 2016년 SIM 졸업생의 월 평균 총 급여는 $2,700으로 나타났다고 한다.

## SIM 국제 학교
2017년에는 SIM 국제 학교가 중등 1~4학년 수업을 개설하여 O-레벨 수준과 동등한 국제 중등 교육 자격증 (IGCSE)으로 연계된다.

## SIM 전문 개발 프로그램
SIM 전문 개발 프로그램은 800여 개의 세미나, 워크샵 및 컨퍼런스를 통해 매년 14,000명 이상의 전문가를 교육한다. 사내 교육 및 컨설팅 서비스를 통해 회사는 관리 및 인적 자원 개발 분야의 효율성 최적화를 목표로 한다.

## SIM University (2005–2017)
SIM University (UniSIM)은 싱가포르 교육부로부터 승인된 싱가포르에 사립대학교이다. 재학생 수는 약 1만 명에 달한다.
2017년에는 UniSIM은 싱가포르사회과학대학교(Singapore University of Social Sciences, SUSS)로 합병되었고, 싱가포르 교육부(Ministry of Education, MOE) 아래의 대학 중에서 여섯 번째로 자주적인 기관이 되었다. 이로서 더 이상 SIM 그룹의 회원 기관이 아님을 나타냈다.

## 캠퍼스
SIM은 싱가포르 서부를 가로지르는 네 개의 캠퍼스를 보유하고 있으며, 이는 최대 규모의 사립 교육기관 캠퍼스이다. 네 개의 캠퍼스는 97,000 평방미터의 용적을 지니고 있다.

### SIM 본부 캠퍼스
SIM 본부 캠퍼스는 461 Clementi Road, Singapore 599491에 위치하며, 2001년에 부총리 겸 국방장관을 역임했던 Tony Tan 박사에 의해 설립되었다.

### SIM 매니지먼트 하우스
SIM 매니지먼트 하우스는 41 Namly Avenue Singapore 267616에 위치하고 있다. 단기 연수 워크숍 및 세미나뿐만 아니라 회원 활동의 주요 위치로 사용되고 있다. 1989년 당시 재정부 장관으로 재직 중이던 Richard Hu 박사가 개관하였으며 Hwa Chong Institution으로부터 99년의 임대 기간 동안 약 1만 평방미터의 부지에 자리 잡고 있다. 20개의 강의실, 기능/세미나실, 컴퓨터실, 회원 라운지, 카페테리아, 비즈니스 센터, 서점 및 도서관이 있다.